# Henry Saari
Henry Saari, född 14 januari 1964 i Björneborg, även känd som Henry the Great (Henry Suuri), är en finländsk skådespelare, regissör och porraktör. 1993 vann han titeln Mr. Finland och kom även trea i Mr. Europe. Han är mest känd för de fem Henry the Great-filmerna som han regisserade och medverkade år 1998-2001. Förutom pornografiska filmer har han också medverkat i Hollywoodfilmen History Is Made at Night (1999) och den finska filmen Young Gods (2003).